# Col de la Croix-Haute
Le col de la Croix-Haute à 1 176 mètres d'altitude est à la frontière entre l'Isère et la Drôme, et relie les communes de Lalley  (dans le Trièves) au nord à Lus-la-Croix-Haute (dans le Bochaine) au sud. On le définit comme une des frontières entre les Alpes du Nord et les Alpes du Sud.
Il est dominé à l'ouest par la montagne de Jocou dans le massif du Diois, et à l'est par l'ensemble du massif du Dévoluy.
Il est franchi par l'ex-Route nationale 75 et la ligne de Lyon-Perrache à Marseille-Saint-Charles (via Grenoble), historiquement dénommée ligne des Alpes.